# 巴布亚新几内亚足球协会
巴布亚新几内亚足球协会（Papua New Guinea Football Association）是巴布亚新几内亚的足球官方管理组织。该协会成立于1962年，1963年加入国际足球联合会，1966年加入大洋洲足球联盟。

## 协会资料
- 成立于：1962年
- 进入FIFA时间：1963年
- 所属：大洋洲足球联盟 (1966年)
- 主席：大卫·钟 (David Chung)
- 主教练： 马克斯·古斯芒 (Marcos Gusmao)